# Stanisław Plater
Stanisław Broel-Plater hrabia h. Plater (ur. 10 maja 1784 w Dawgieliszkach, Litwa, zm. 8 maja 1851 we Wroniawach) – polski historyk, geograf, tłumacz, pionier polskiej i światowej statystyki, kartograf oraz encyklopedysta, kapitan Wojska Polskiego   .

## Życiorys
Urodził się w 1784 roku na Litwie w Rzeczypospolitej Obojga Narodów. Pochodził ze szlacheckiej rodziny Platerów herbu własnego Plater. Jego ojcem był Kazimierz Konstanty ostatni podkanclerz litewski, a matką Izabela z Borchów pierwsza w Polsce redaktorka pisma dla dzieci wydająca w Warszawie w latach 1789–1792 tygodnik „Przyjaciel Dzieci”. Stanisław miał dziesięcioro rodzeństwa 4. siostry i 6 braci. Jego bratem był np. Ludwik Plater (1775–1846) senator-kasztelan Królestwa Kongresowego, powstaniec kościuszkowski i listopadowy, działacz leśnictwa .
Był absolwentem Szkoły Głównej Wileńskiej. W okresie Księstwa Warszawskiego w latach 1806–1815 pełnił funkcję oficera w Polskim Wojsku, z którym odbył kampanię rosyjską awansując do stopnia porucznika. W 1815 roku został kapitanem w armii Królestwa Polskiego, ale wkrótce został zdymisjonowany. Przeniósł się do Wielkopolski, gdzie ożenił się z Antoniną z Gajewskich (1790-1866). Osiadł we Wroniawach, które jako posag wniosła jego żona. Przez długi czas mieszkał w Poznaniu, a później w Paryżu  .
Był Kawalerem Orderu Wojskowego Księstwa Warszawskiego (Virtuti Militari) i pruskiego Order Orła Czerwonego.
Zmarł w 1851 roku i pochowany został w kościele parafialnym w Wolsztynie.

## Dzieła
Był publicystą, który napisał wiele artykułów w tygodniku Przyjaciel Ludu wydawanym w Lesznie w latach 1834–1850. Opublikował w języku polskim oraz francuskim szereg prac z zakresu geografii, wojskowości i historii. W 1827 roku wydał pionierskie dzieło statystyczne Atlas statystyczny Polski i krajów okolicznych. Był encyklopedystą autorem dwutomowej Małej encyklopedii polskiej  . Opublikował   :
- Geografia wschodniej części Europy, czyli opis krajòw przez wielorakie narody sławiańskie zamieszkałych, (1825)[9],
- Wybór dzieł dramatycznych Augusta Kotzebue z niemieckiego tłumaczony, (1826),
- Lettres du roi de Pologne Jean Sobieski à la reine Marie Casimire pendant la campagne de Vienne 1683, (1826),
- Atlas statystyczny Polski i krajów okolicznych, (1827),
- Atlas historique de la Pologne accompagné d’un tableau comparatif des expéditions militaires dans le pays pendant le 17, 18 et 19 siècle, (1827),
- Atlas wojen w Polsce w XVII i XVIII wieku, (1828),
- Plan de siéges et batailles en Pologne pendant le XVII. et XVIII. siècle accompagnés d’un texte explicatif (1828)[10],
- Les Polonais au tribunal de l’Europe, (1831)[11],
- Opisanie jeograficzno-historyczno-statystyczne województwa poznańskiego, (1841)[12] ,
- Mała Encyklopedia Polska t. I-II (1841–47)[12] [7] ,